# 長崎大学教育学部附属特別支援学校
長崎大学教育学部附属特別支援学校（ながさきだいがくきょういくがくぶふぞく とくべつしえんがっこう、英語訳:Faculty of Education, Nagasaki University）は、長崎県長崎市柳谷町にある長崎大学教育学部附属の特別支援学校。

## 沿革
- 1966年（昭和41年）
  - 4月1日 - 長崎大学教育学部附属小学校（以下・附属小学校）に特殊学級が1学級設置される。
  - 10月5日 - 長崎大学教育学部（文教キャンパス内）プール横に校舎1教室を設置し、授業を開始。
- 1967年（昭和42年）4月1日 - 特殊学級が1学級増設され、計2学級となる。
- 1968年（昭和43年）
  - 2月21日 - 長崎大学教育学部附属幼稚園舎に移転。
  - 4月1日 - 長崎大学教育学部附属中学校（以下・附属中学校）に特殊学級が1学級設置される。
- 1969年（昭和44年）
  - 1月16日 - 栁谷町（現在地）に特殊学級校舎が完成し、文教町から移転を完了。
  - 4月1日 - 附属中学校に特殊学級が1学級増設され、計2学級となる。「長崎大学教育学部附属小中学校柳谷校舎」と称する。
  - 7月5日 - 柳谷校舎の落成式を挙行。
- 1970年（昭和45年）4月1日 - 附属小学校と中学校にそれぞれ特殊学級を1学級増設し、各3学級となる。
- 1971年（昭和46年）
  - 4月1日 - 附属小学校と中学校から分離し「長崎大学教育学部附属養護学校」として独立。
  - 4月15日 - 開校記念式を挙行。
- 1972年（昭和47年）
  - 1月31日 - 校舎2階部分の増築が完成。
  - 4月1日 - 高等部（1学級）を設置。
  - 12月10日 - 体育館とプールが完成。
- 1973年（昭和48年）4月1日 - 高等部を1学級増設し、計2学級とする。
- 1974年（昭和49年）4月1日 - 高等部をさらに1学級増設し、計3学級とする。
- 1978年（昭和53年）12月13日 - 作業棟が完成。
- 1980年（昭和55年）
  - 3月20日 - 非常用自家発電装置の設置が完了。
  - 12月5日 - 教育指導用浴室が完成。
- 1984年（昭和59年）
  - 2月25日 - 教育指導用洗濯室が完成。
  - 3月12日 - 校旗を制定。
- 1986年（昭和61年）5月1日 - 多目的教室が完成。
- 1989年（平成元年）4月15日 - 校歌を制定。
- 1994年（平成6年）7月29日 - 運動場を改修。
- 1996年（平成8年）3月29日 - コンピュータ教室が完成。
- 1997年（平成9年）4月1日 - 教育相談を開始。
- 1998年（平成10年）4月1日 - 幼児教育相談室を開設。介護等体験（参加観察実習）を開始。
- 1999年（平成11年）6月30日 - 太陽光発電設備を設置。
- 2002年（平成14年）1月15日 - 第1回学校評議員会を開催。
- 2004年（平成16年）4月1日 - 国立大学法人法により、国立大学法人によって運営が行われるようになる。
- 2007年（平成19年）4月1日 - 「長崎大学教育学部附属特別支援学校」（現校名）に改称。

## 学部
- 小学部
- 中学部
- 高等部